# Józef Jan Mniszech
Józef Jan Tadeusz Wandalin Mniszech z Wielkich Kończyc herbu własnego (ur. 1742 – zm. 1797) – chorąży wielki koronny w latach 1780–1784, generał major wojsk koronnych, szef regimentu im. królowej, starosta sanocki i szczurowicki, członek Rady Nieustającej, wielki ochmistrz Królestwa Galicji i Lodomerii, hrabia cesarstwa od 1783.

## Życiorys
Jego ojcem był Jan Karol Mniszech Wielkich Kończyc h. Kończyce 1716–1759, a matką Katarzyna Zamoyska z Zamościa h. Jelita (1722- 1771).
24 września 1769 w Budzimierzu poślubił z ks. Mariannę Ossolińską, córką Józefa Ossolińskiego herbu Topór (1707–1780) i Teresy Stadnickiej (1717–1776).
Był panem na Ulanowie, Bielinach, Przędzielu, Mikulińcach, Chyrowie z przyległościami, Lisko z przyległościami, Szuminie, Sanoczku,
Stróżach Wielkich, Stróżach Małych, Dąbrówce Ruskiej, Dąbrowicy i Laszkach Murowanych, właścicielem Wójtostwa w Sanoku.
Był starostą sanockim, starostą szczurowickiego. Był rotmistrzem chorągwi pancernej 1 pułku wojsk koronnych, generałem-szefem regimentu im. Królowej. chorążym wojsk koronnych, konsyliarzem rady nieustającej, ochmistrzem w. kor. galic. Był członkiem komisji pełnomocnej lwowskiej, powołanej w 1790  dla układów z Leopoldem II Habsburgiem. 
W 1780 odznaczony Orderem Orła Białego, w 1777 został kawalerem Orderu Świętego Stanisława.
Jego córka Julia Teresa Wandalin-Mniszech (1777-1845) wyszła za mąż za Ksawerego Franciszka Krasickiego z Siecina herbu Rogala członka Stanów Galicyjskch (1774–1844). Jego synem był Stanisław Mniszech (1780–1860).